# 约翰·巴德科克
约翰·巴德科克（英語：John Badcock，1903年1月17日—1976年5月29日），英国男子赛艇运动员。他曾代表英国参加1928年和1932年夏季奥林匹克运动会赛艇比赛，获得一枚金牌和一枚银牌。